# بخش پاپی
بخش پاپی یکی از بخش‌های استان لرستان که در جنوب این استان و قسمتی ازآن در شمال خوزستان ایران است.

## مردم
این بخش دربر دارنده سکونت جمعیتی از ایل پاپی (بالاگریوه) و ایلات سکوند و بختیاری می‌باشد. مردم این بخش به زبان لری سخن می‌گویند.

## تقسیمات کشوری
این بخش دارای دهستانهای زیر است:
- دهستان چم‌سنگر
- دهستان سپیددشت
- دهستان تنگ هفت
- دهستان کشور
- دهستان گریت
- دهستان کاکاشرف

این بخش قبل از تقسیمات ارضی شامل قسمت‌های از دورود و الیگودرز و دهستان‌های مازو و قیلاب بخش الوار گرمسیری بوده ولی دولت آن‌ها را جدا از این بخش کرد در آن زمان بزرگ‌ترین منطقه در استان لرستان بوده است.

## جمعیت
بنابر سرشماری مرکز آمار ایران، جمعیت بخش پاپی در سال ۱۳۸۵ برابر با ۱۷۱۱۱ نفر بوده است که از این میان ۸۸۲۷ نفر مرد و بقیه زن بوده‌اند.